# 布里地区费里耶尔
布里地区费里耶尔（法語：Ferrières-en-Brie，法語發音：[fɛʁjɛʁ ɑ̃ bʁi] ⓘ）是法国法蘭西島大區塞纳-马恩省的一个市镇，属于普罗万区。 

## 地理
布里地区费里耶尔（48°49'17"N, 2°42'17"E）面积6.75 平方千米，位于法国法蘭西島大區塞纳-马恩省，该省份为法国北部内陆省份，北起瓦兹省，西接埃松省、马恩河谷省、塞纳-圣但尼省和瓦兹河谷省，南至卢瓦雷省，东南接约讷省，东临马恩省和奥布省，东北接埃纳省。
与布里地区费里耶尔接壤的市镇（或旧市镇、城区）包括：蓬卡雷、比西圣乔治、科莱然。

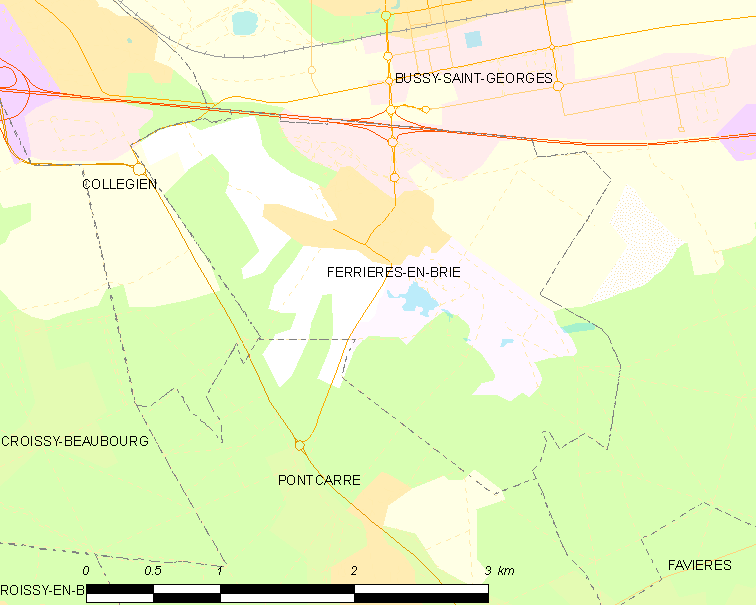
布里地区费里耶尔的OSM定位图

布里地区费里耶尔的时区为UTC+01:00、UTC+02:00（夏令时）。

## 行政
布里地区费里耶尔的邮政编码为77164，INSEE市镇编码为77181。

## 政治
布里地区费里耶尔所属的省级选区为奥祖瓦尔-拉费里耶尔县。

## 人口

1962-2008年间布里地区费里耶尔人口变化图示

布里地区费里耶尔于2022年1月1日时的人口数量为3887人。